# Txeriómuixka (Khakàssia)
|  | Per a altres significats, vegeu «Txeriómuixka». |

Txeriómuixka (en rus: Черёмушка) és un poble de la República de Khakàssia, a Rússia, que en el cens del 2010 tenia 73 habitants. Pertany al districte de Bograd.